# Bulgaria all'Eurovision Young Musicians
La Bulgaria ha debuttato all'Eurovision Young Musicians 2006, svoltosi a Colonia, in Germania.

## Partecipazioni
- Primo posto
- Secondo posto
- Terzo posto

| Anno                                    | Artista                     | Strumento | Canzone | Posizione       | Posizione       |
| Anno                                    | Artista                     | Strumento | Canzone | Finale          | Semifinale      |
| --------------------------------------- | --------------------------- | --------- | ------- | --------------- | --------------- |
| 2006                                    | Ivan Szvetozarevo Gerasimov | Fagotto   | N.A.    | Non qualificata | Non qualificata |
| Nessuna partecipazione dal 2008 al 2024 |                             |           |         |                 |                 |